# Cryptochironomus denticulatus
Cryptochironomus denticulatus är en tvåvingeart som först beskrevs av Maurice Emile Marie Goetghebuer 1921.  Cryptochironomus denticulatus ingår i släktet Cryptochironomus och familjen fjädermyggor. Arten är reproducerande i Sverige. Inga underarter finns listade i Catalogue of Life.